# Frederic Madden
Sir Frederic Madden (* 16. Februar 1801 in Portsmouth; † 8. März 1873 in London) war englischer Bibliothekar und Paläograph an der Bibliothek des British Museum.

## Leben
Madden wurde am 16. Februar 1801 als elftes der dreizehn Kinder von Captain William John Madden, Hauptmann bei den Royal Marines, und Sarah Carter Madden, Tochter eines Kanonikers der Rochester Cathedral, geboren. Zunächst besuchte Madden örtliche Schulen und später ein Internat in Bishop’s Waltham.
Am 18. März 1829 vermählte sich Madden mit Mary Hayton, um die er zuvor zehn Jahre lang gegen den Widerstand ihrer Familie geworben hatte. Die beiden waren kaum ein Jahr verheiratet, als Mary am 26. Februar 1830 verstarb. Der gemeinsame Sohn, Frederic Hayton, starb nur wenige Tage nach seiner Mutter am 3. März 1830.
Während seiner Anstellung auf Holkham Hall hatte Madden eine Affäre mit Jane Digby, die er jedoch zugunsten von Emily Sarah Robinson beendete. Die beiden heirateten am 14. September 1837 und hatten sechs gemeinsame Kinder, von denen zwei im Kindesalter starben. Nach dem Tod seines Sohnes George, der im Alter von 24 Jahren verstarb, wandte sich Madden kurzfristig der Esoterik zu, von der ihn Anthony Panizzi wieder abbrachte.
Madden starb am 8. März 1873 in London.

## Schaffen
Im Februar 1824 erhielt Madden, der schon früh Interesse an antiquarischer Arbeit zeigte, eine Anstellung als Kopist bei dem Archivar Sir Henry Petrie. Zunächst dachte Madden jedoch über einen geistlichen Beruf nach und immatrikulierte sich daher im Juli 1825 an der Magdalen Hall (heute Hertford College) in Oxford. Parallel zu seinem Studium arbeitete Madden auf Einladung von William Roscoe an einem Katalog der Manuskripte von Thomas William Coke, den er 1828 fertigstellte. Da Madden zur Erstellung des Katalogs nach Holkham Hall (Leicestershire) reisen musste und ab 1826 zusätzlich am British Museum angestellt war, gab er das Studium schließlich auf. Für den Katalog erhielt Madden eine Vergütung im Ausmaß von £350, doch die Veröffentlichung desselben, von der sich Madden wissenschaftliche Anerkennung versprochen hatte, wurde aus Kostengründen aufgegeben.
Coke besänftigte den aufgebrachten Madden, indem er dessen Karriere in der Handschriftenabteilung des British Museum erheblich beschleunigte. Im Februar 1828 wurde er Assistant Keeper of Manuscripts und im selben Jahr zum Fellow der Royal Society ernannt. Er hatte gute gesellschaftliche Kontakte, wurde regelmäßig zu den Bällen der Königin eingeladen und wurde 1833 als Knight Bachelor und als Ritter des Guelphen-Ordens (KH) geadelt.
Am 18. Juli 1837 wurde Madden als Nachfolger von Josiah Forshall zum Keeper of Manuscripts ernannt. Dass die letztere Beförderung drei Tage nach der von Panizzi zum Keeper of Printed Books angesetzt wurde, konnte Madden den Verantwortlichen nie verzeihen. Insbesondere dem Londoner Erzbischof Wiliam Howley, auf den die Verschiebung von drei Tagen wohl zurückgeht, warf Madden vor, an einer Verschwörung Panizzis gegen ihn selbst beteiligt zu sein. Die Abneigung entwickelte sich rasch zu einem Hass, der viele Seiten von Maddens 40-bändigem Tagebuch füllt, das mit seinem restlichen Nachlass in der Bodleian Library verwahrt wird und 1980 in Auszügen bei der Cambridge Bibliographical Society veröffentlicht wurde.
In seiner Zeit als Keeper of Manuscripts führte Madden die systematische Katalogisierung der Sammlungen ein und griff in der Anschaffung neuer Handschriften auf ein internationales Netz an Buchhändlern zurück. Zu seinen größten Verdiensten zählte er selbst die Identifizierung und Restaurierung der Manuskripte aus dem Besitz von Robert Bruce Cotton (insbesondere einer Beowulf-Handschrift), die beim Brand des Museums im Jahr 1731 Schaden genommen hatten. Auch moderne Techniken wie die Fotografie fanden unter Madden Eingang ins British Museum: 1856 wurde Roger Fenton angestellt, um den Ersten und Zweiten Clemensbrief im Codex Alexandrinus zu fotografieren und so die Grundlage für eine Faksimile-Ausgabe zu schaffen.
Als Panizzi im Juli 1866 in den Ruhestand ging und Madden bei der Wahl zum Principal Librarian erneut übergangen wurde, kündigte er am 29. September 1866 und setzte sich zur Ruhe, allerdings ohne wie Panizzi weiterhin sein volles Gehalt zu beziehen.
Madden galt als führender Paläograph in England und war unter anderem in eine Debatte um die korrekte Schreibweise des Namens von William Shakespeare verwickelt (nach Madden: Shakspere). Außerdem veröffentlichte er eine Untersuchung der Lewis-Schachfiguren. Als Herausgeber machte sich Madden einen Namen, indem er 1828 den mittelenglischen Ritterroman Havelok the Dane, 1850 gemeinsam mit Forshall die Bibel-Ausgabe von John Wyclif und zwischen 1866 und 1869 die Historia Minor von Matthew Paris für die Rolls Series herausgab.